# 森特勒爾哈奇 (喬治亞州)
森特勒爾哈奇（英語：Centralhatchee）是一個位於美國喬治亞州赫德縣的城鎮。

## 地理
森特勒爾哈奇的座標為33°22′07″N 85°06′15″W / 33.36861°N 85.10417°W，而該地的平均海拔高度為258米（即846英尺）。

## 人口
根據2010年美國人口普查的數據，森特勒爾哈奇的面積為8.50平方千米，當中陸地面積為8.50平方千米，而水域面積為0.00平方千米。當地共有人口408人，而人口密度為每平方千米48人。